# Zjednoczona Lewica (Słowenia)
Zjednoczona Lewica (słoweń. Združena levica) – słoweńska koalicja socjalistycznych partii politycznych.
Sojusz został zawiązany 1 marca 2014 celem wspólnego startu w wyborach europejskich. Powołały go trzy pozaparlamentarne ugrupowania eurosceptycznej lewicy: DSD, TRS i IDS.
W głosowaniu z 25 maja 2014 koalicja otrzymała 5,5% głosów, nie uzyskując mandatów w PE VIII kadencji. Zjednoczona Lewica wystartowała następnie w przedterminowych wyborach parlamentarnych z 13 lipca 2014. Uzyskała w nich około 6,0% głosów i 6 mandatów w Zgromadzeniu Państwowym. Koalicja zakończyła faktyczną działalność w 2017, gdy TRS i IDS powołały nowe jednolite ugrupowanie pod nazwą Lewica.